# Amartuvshin Dashdavaa
Amartuvshin Dashdavaa, né le 15 décembre 1987, est un judoka mongol en activité évoluant dans la catégorie des moins de 60 kg. 

## Biographie
Aux Championnats du monde de judo 2013 à Rio de Janeiro, il remporte la médaille d'argent en moins de 60 kg, après avoir été battu en finale par le Japonais Naohisa Takato.

## Palmarès
| Année | Compétition           | Lieu           | Résultat | Catégorie      |
| ----- | --------------------- | -------------- | -------- | -------------- |
| 2013  | Championnats du monde | Rio de Janeiro | 2e       | Moins de 60 kg |